# Montenegrinische Luftstreitkräfte
Die Montenegrinischen Luftstreitkräfte sind Teil der Streitkräfte Montenegros. Sie gingen im Jahr 2006, ebenso wie die Luftstreitkräfte Serbiens, aus den Luftstreitkräften von Serbien und Montenegro hervor.

## Geschichte
Die heutigen montenegrinischen Luftstreitkräfte blicken auf eine relativ kurze Geschichte zurück. Montenegro, das von 1918 bis 2006 Teil von Jugoslawien bzw. der Staatenunion von Serbien und Montenegro war, erlangte erst im Mai 2006 nach einer Volksabstimmung seine Unabhängigkeit zurück. In der Folge der Auflösung der Union ging die Luftwaffe, wie die anderen Teilstreitkräfte, aus den gemeinsamen Streitkräften von Serbien und Montenegro hervor.

## Ausrüstung
Die Luftstreitkräfte betreiben insgesamt 11 Luftfahrzeuge. Dabei handelt es sich ausschließlich um Hubschrauber.
| Luftfahrzeuge | Foto | Herkunft           | Verwendung                       | Version | Aktiv | Anmerkungen                                  |
| ------------- | ---- | ------------------ | -------------------------------- | ------- | ----- | -------------------------------------------- |
| Bell 412      |      | Vereinigte Staaten | Transporthubschrauber            |         | 3     |                                              |
| Bell 505      |      | Vereinigte Staaten | Mehrzweckhubschrauber            |         | 2     |                                              |
| Soko Gazelle  |      | Jugoslawien        | Transport- und Schulhubschrauber |         | 6     | Lizenzproduktion der Aérospatiale SA 341/342 |